# 沃米戈 (堪薩斯州)
沃米戈（英語：Wamego）是一個位於美國堪薩斯州波特瓦特米縣的城市。

## 地方資料
根據2020年美國人口普查的數據，沃米戈的面積為6.25平方千米，當中陸地面積為6.14平方千米，而水域面積為0.11平方千米。當地共有人口4841人，而人口密度為每平方千米774.56人。